# Leomil (Moimenta da Beira)
Leomil é uma vila portuguesa sede da Freguesia de Leomil do Município de Moimenta da Beira, freguesia com 39,40 km² de área e 1131 habitantes (censo de 2021), tendo, assim, uma densidade populacional de 28,7 hab./km².
A povoação de Leomil foi elevada à categoria de vila em 1997.
Tem o nome da vizinha Serra de Leomil e ocupava o centro do que foi considerado o maior couto de Portugal.

## História
Foi sede de concelho entre 1283 e 1855. Era constituído pelas freguesias de Leomil e Sarzedo e tinha, em 1801, 1528 habitantes. Após as reformas administrativas do início do liberalismo, foram-lhe anexadas as freguesias de Alvite, Passô e Sever. Tinha, em 1849, 3720 habitantes.
Segundo a tradição, Leomil foi conquistada aos sarracenos pelo Conde D. Henrique em 1112, auxiliado por D. Garcia Roiz e por um irmão deste, D. Paião Roiz. Com o êxito, os irmãos Roiz ficaram sendo os Senhores de Leomil, que teve o privilégio de couto. Este, com o decorrer do tempo decresceu de importância, pelo que passaram a chamar-lhe "Coutinho", i.e. pequeno couto. E aqui teria origem do apelido Coutinho, adoptado pelos descendentes de D. Garcia Roiz.
Esta versão não tem validade histórica. Desde logo, Leomil já fora resgatada ao domínio islâmico meio século antes, com a tripla conquista de Lamego, Viseu e Coimbra por Fernando Magno. O Conde D. Henrique, com D. Teresa, doaram o couto de Leomil a um certo Garcia Rodrigues, marido de Dórdia Gomes, da família dos padroeiros do mosteiro de São Pedro das Águias. Na sua origem, o couto abrangia os actuais concelhos de Moimente da Beira e Tabuaço, bem como uma parte de Armamar. Não se pode, por conseguinte, dizer que se tratava de um "coutinho".
Porém, existe de facto uma relação entre o Leomil e a família dos Coutinhos, tal como se sabe graças à pesquisa do historiador Luís Filipe Oliveira. Houve, antes de mais, uma família que usou o apelido Leomil, da qual se conhecem os cavaleiros Estêvão Martins de Leomil, que casou com Urraca Rodrigues da Fonseca, e João Soares de Leomil, o Chico, cuja filha Teresa Anes se casou com, primeiro, com um cavaleiro de nome Monteiro, e depois com Rui Mendes da Fonseca. João Soares Chico era possivelmente filho de Soeiro Forjaz de Leomil, que no século XII detinha, junto com filhos, a jurisdição do Couto de Leomil. Ora, Rui Mendes da Fonseca pode ter herdado uma parte deste couto, que poderia bem ser um pequeno 'coutinho'. Deste modo, é possível ligar os velhos Leomil com os Coutinhos, já que os ascendentes dos Coutinhos são dois irmãos descendentes deste casal, chamados Gonçalo e Fernão Martins da Fonseca. Fernão Martins, dito Coutinho, documenta-se em 1318 quando vende meio casal em Barbedo ao mosteiro de Salzedas por 60 libras.
Foram muitas e grandes as façanhas cometidas por alguns fidalgos Portugueses, em cujas veias circulava sangue dos Coutinhos de Leomil, entre os quais Álvaro Gonçalves Coutinho, o Magriço, que tomou parte dos Os Doze de Inglaterra, imortalizados no canto VI dos Lusíadas.

## Demografia
A população registada nos censos foi:
| Distribuição da População por Grupos Etários | Distribuição da População por Grupos Etários | Distribuição da População por Grupos Etários | Distribuição da População por Grupos Etários | Distribuição da População por Grupos Etários |
| -------------------------------------------- | -------------------------------------------- | -------------------------------------------- | -------------------------------------------- | -------------------------------------------- |
| Ano                                          | 0-14 Anos                                    | 15-24 Anos                                   | 25-64 Anos                                   | > 65 Anos                                    |
| 2001                                         | 240                                          | 199                                          | 577                                          | 234                                          |
| 2011                                         | 171                                          | 122                                          | 555                                          | 267                                          |
| 2021                                         | 125                                          | 124                                          | 556                                          | 326                                          |

## Património
- Pelourinho de Leomil;
- Igreja Paroquial de Leomil;
- Capela do Calvário;
- Capela de Santa Cristina;
- Capela de Mártir;
- Capela de São Roque;
- Capela de Santa Helena;
- Capela de São Vicente;
- Capela na povoação de Beira Valente;
- Capela na povoação da Semitela;
- Capela na povoação de Paraduça.